# Альдо Конті
Альдо Конті (італ. Aldo Conti) — італійський співак.

## Біографія
Альдо Конті народився на Сицилії в кінці 1920-х. Він співав і грав на піаніно з 6-річного віку. В юності Альдо почав вивчення юриспруденції, але після перемог у 16-річному віці в регіональному і національному конкурсах співаків, що проводилися італійським радіо залишив навчання і вирішив продовжити кар'єру співака.
У 1952 році Альдо Конті емігрував до Канади й оселився у Монреалі, де швидко знайшов роботу. Він виступав у клубах і щотижня брав участь у випусках радіо-програми «Montreal Mattinee».
У 1958 році Альдо Конті протягом року працював у Нью-Йорку, де в той час гастролював французький акордеоніст Джо Базіль (Jo Basile), який був законтрактований американською звукозаписною компанією Audio Fidelity для запису серії довгограючих платівок по новій технології запису звуку.
На диску Café Italiano було записано 12 неаполітанських та італійських пісень, які виконав Альдо Конті у супроводі акордеона Джо Базіля і вокально-інструментального ансамблю.
Шість з цих пісень були випущені в СРСР на багатьох платівках і отримали величезну популярність.
Пісні, перевидані в СРСР:
- Chella là (Enzo Di Paola — Taccani — Umberto Bertini — 1955)
- Guaglione (Nisa — Giuseppe Fanciulli — 1956)
- Sophia (E. Caputo — Framel — 1955)
- 'O Cucciariello (Roberto Murolo — Nino Oliviero — 1951)
- Lazzarella (Riccardo Pazzaglia — Domenico Modugno — 1957)
- Maruzzella (Enzo Bonagura — Renato Carosone — 1954)

Інші пісні з диска 'Café Italiano':
- Peppinella
- Miguel
- Scapricciatiello (Pacifico Vento — Ferdinando Albano — 1954)
- La Panse' (Luigi Pisano — Furio Rendine — 1953)
- Mazzolin di Fiori (автор невідомий — 1904)
- Pizza Pizza (Jo Basile — Frey)

Інші записи Альдо Конті невідомі. На деяких дисках він вказаний виконавцем пісні Blue Canary (Vince Fiorino), але, швидше за все, на них записані голоси Карло Буті і Маріси Фйордалізо.
У 1972 році Альдо Конті переїхав до США і оселився у місті Вілмінгтон (Делавер), де працював співаком і акомпаніатором в готелі DuPont, але вже в 1973 році він повернувся в Європу. Подальша його доля невідома.

## Особисте життя
Альдо Конті одружився під час перебування в Канаді. У нього народився син приблизно в 1956 році, а двома роками пізніше — доньки-двійнята.